# فيت/غراند أوردر: الجبهة الشيطانية المطلقة: بابل
فيت/غراند أوردر: الجبهة الشيطانية المطلقة: بابل (بالياباني:フェイト/グランドオーダー -絶対魔獣戦線バビロニア-
) (بالروماجي:
Feito/Gurando Ōdā -Zettai Majuu Sensen Babironia) هو أنمي خيالي ياباني من إنتاج ستوديو كلوفر وركس. جزء من سلسلة فيت الخاصة بـتايب-مون. الأنمي يقتبس الفصل السابع: «بابل» من لعبة فيت/غراند أوردر وهي لعبة تقمص أدوار على الهواتف المحمولة. بث الأنمي في 5 أكتوبر 2019 ليستمر لغاية 21 مارس 2020 بواقع 21 حلقة.

## القصة
بعد النجاح الذي حُقق في التفرد السادس (كاميلوت) تم نقل كل من ماشو وريتسوكا إلى بابل القديمة (2655 ق.م) وشرعوا في مهمة لتأمين بقاء البشرية. عند وصولهم لمكان التفرد السابع في بلاد الرافدين علموا أن ثلاثة آلهات يهددون الوركاء، المدينة البابلية التي يحكمها الملك غلغامش. يجب على ريتسوكا وماشو العمل سوياً لمنع غزو الوحوش الشيطانية الغامضة في الوركاء بموجب أوامر الملك غلغامش أثناء التحقيق في الطبيعة الحقيقية لتصرفات الآلهات الثلاثة ضد الإنسانية.

## الأنتاج
أُعلن عن أنمي فيت/غراند أوردر: الجبهة الشيطانية المطلقة: بابل لأول مرة في 29 يوليو 2018 من قبل أنيبلكس كأقتباس من "المهمة السابعة: خط المواجهة المطلق في الحرب ضد الوحوش الشيطانية: بابل. سبق أن أطلقت أنيبلكس استطلاعاً في يناير 2018 يسأل المتابعين عن ماهية التفرد المفضل لديهم ونوع الأنتاج الذي يرغبون في رؤيته للسلسلة؛ احتل تفرد "بابل" و "أنمي تلفزيوني" المرتبة الأولى في كلا الأستطلاعين. يتم إنتاج الأنمي بواسطة ستوديو كلوفر وركس. توشيفومي أكاي يتولى إخراج الأنمي بينما يعمل ميوكي كوروكي كمساعد المخرج ويعمل تاكاشي تاكوشي كرئيس لتصميم الشخصيات أما مصمم الشخصيات المباشر فيتولى هذا العمل تومواكي تاكاسي. وكيتا هاغا وريو كاواساكي يؤلفان موسيقى السلسلة.

### الكتابة
في مقابلة مع مجلة نيوتايب، صرّح يويتشي فوكوشيما منتج  كلوفر وركس أنه على الرغم من أن أقتباس الأنمي لا يغطي بداية لعبة الفيديو، فسيكون متاحاً حتى لأولئك الذين لا يلعبون اللعبة. وقال شيزوكا كوروساكي أيضاً «فكر في كل أقتباس على أنه يختلف عن كالديا والتفرد. لا تحتاج لمشاهدة الأنمي التلفزيوني قبل الأفلام.»

## الوسائط

### الأنمي
صدر الأنمي في 5 أكتوبر 2019 على Tokyo MX، BS11، GTV، GYT، وMBS. تم الكشف عن حلقة خاصة بعنوان «بداية الرحلة» والتي تقع أحداثها قبل أحداث الأنمي. بُثت الحلقة في حدث «مهرجان فيت/غراند أوردر 2019 ~منتزه كالديا~» في 3 أغسطس 2019 وتم بثها لاحقاً في اليابان عبر لعبة الهاتف الذكي فيت/غراند أوردر من 4 إلى 11 أغسطس 2019. أغنية البداية من أداء فرقة حديقة ميدان الأنسجام (Unison Square Garden) بعنوان «مزحة السراب». بينما أغنية النهاية من أداء المغنية إير آوي (Eir Aoi) بعنوان (أماني في النجوم الساقطة) (بالروماجي:Hoshi ga furu Yume). أما أغنية النهاية الثانية فهي بعنوان «المُبرهِن» ومن أداء ميلت.

## قائمة الحلقات
| رقم الحلقة | العنوان | تاريخ العرض الأصلي |
| ---------- | --- | ------------------ |
| 0          | "بداية الرحلة"                                                                                              | 4 أغسطس 2019       |
| 1          | "الجبهة الشيطانية المطلقة: بابل" Zettai Majuu Sensen Babylonia (絶対魔獣戦線バビロニア)                     | 5 أكتوبر 2019      |
| 2          | "مدينة الحصن: الوركاء" Jōsai Toshi Uruku (城塞都市ウルク)                                                   | 12 أكتوبر 2019     |
| 3          | "الملك وشعبه" Ō to Min (王と民)                                                                             | 19 أكتوبر 2019     |
| 4          | "مرحباً بكم في الغابة" Mitsurin no Yobigoe (密林の呼び声)                                                    | 26 أكتوبر 2019     |
| 5          | "رحلة غلغامش" Girugamesshu kikō (ギルガメッシュ紀行)                                                        | 2 نوفمبر 2019      |
| 6          | "لوح الأقدار" Tenmei no Nendo-ban (天命の粘土板)                                                            | 9 نوفمبر 2019      |
| 7          | "عملية تضليلية" Yōdō Sakusen (陽動作戦)                                                                     | 16 نوفمبر 2019     |
| 8          | "أم الوحوش الشيطانية" Majū Bojin (魔獣母神)                                                                 | 23 نوفمبر 2019     |
| 9          | "صباح الخير يا إلهة الزهرة" Ohayō, kinboshi no megami (おはよう、金星の女神)                                | 30 نوفمبر 2019     |
| 10         | "مرحباً يا إلهة الشمس" Konnichiwa, taiyō no megami (こんにちは、太陽の女神)                                  | 7 ديسمبر 2019      |
| 11         | "معبد الشمس" Taiyō no shinden (熱中症)                                                                      | 14 ديسمبر 2019     |
| 12         | "موت الملك" Ō no shi (王の死)                                                                               | 4 يناير 2020       |
| 13         | "وداعاً يا إلهة العالم السفلي" Sayonara, Meikai no Megami (さよなら、冥界の女神)                             | 11 يناير 2020      |
| 14         | "معركة حاسمة" Kessen (決戦)                                                                                 | 18 يناير 2020      |
| 15         | "البشرية الجديدة" Atarashī hito no katachi (新しいヒトのカタチ)                                             | 25 يناير 2020      |
| 16         | "إيقاظ" Mezame (目覚め)                                                                                     | 8 فبراير 2020      |
| 17         | "رقصة المجلس" Kaigi wa odoru (会議は踊る)                                                                   | 15 فبراير 2020     |
| 18         | "نجم البداية، نرفع بصرنا للسماء" Gensho no hoshi, miageru sora (原初の星、見上げる空)                       | 22 فبراير 2020     |
| 19         | "الجبهة الشيطانية المطلقة لبلاد الرافدين I" Zettai Majū Sensen Mesopotamia Ⅰ (絶対魔獣戦線メソポタミアⅠ)    | 7 مارس 2020        |
| 20         | "الجبهة الشيطانية المطلقة لبلاد الرافدين II" Zettai Majū Sensen Mesopotamia ⅠⅠ (絶対魔獣戦線メソポタミアⅠⅠ) | 14 مارس 2020       |
| 21         | "غراند أوردر" Gurando Ōdā (グランドオーダー)                                                                | 21 مارس 2020       |

## روابط خارجية
- فيت/غراند أوردر: الجبهة الشيطانية المطلقة: بابل على موقع IMDb (الإنجليزية)
- فيت/غراند أوردر: الجبهة الشيطانية المطلقة: بابل على موقع فيلمافينيتي (الإسبانية)
- فيت/غراند أوردر: الجبهة الشيطانية المطلقة: بابل على موقع قاعدة بيانات الفيلم (الإنجليزية)
- فيت/غراند أوردر: الجبهة الشيطانية المطلقة: بابل على موقع ANN anime (الإنجليزية)

- الموقع الرسمي
- الموقع الرسمي
- فيت/غراند أوردر: الجبهة الشيطانية المطلقة: بابل (أنمي) في شبكة أخبار الأنمي